# Aceratoneuromyia
Aceratoneuromyia is een geslacht van vliesvleugeligen uit de familie Eulophidae. De wetenschappelijke naam van dit geslacht is voor het eerst geldig gepubliceerd in 1917 door Girault.

## Soorten
Het geslacht Aceratoneuromyia omvat de volgende soorten:
- Aceratoneuromyia atherigonae Ferrière, 1960
- Aceratoneuromyia claridgei Graham, 1991
- Aceratoneuromyia evanescens (Ratzeburg, 1848)
- Aceratoneuromyia fimbriata Graham, 1991
- Aceratoneuromyia granularis Domenichini, 1967
- Aceratoneuromyia indica (Silvestri, 1910)
- Aceratoneuromyia kamijoi Ikeda, 1999
- Aceratoneuromyia lakica Kostjukov & Gunasheva, 2004
- Aceratoneuromyia polita Graham, 1991
- Aceratoneuromyia wayanadensis Narendran & Santhosh, 2005